# Rupert Riess
Rupert Riess (* 6. November 1980 in Salzburg) ist ein ehemaliger österreichischer Judoka.

## Leben

### Judo
Rupert Riess begann im Alter von sechs Jahren seine Karriere beim Judoclub Rauris und kämpfte ab 16 in der Bundesligamannschaft des Clubs. Im Nachwuchsbereich gelangen ihm einige Achtungserfolge und so erreichte er bei der Juniorenweltmeisterschaft in Cali 1998 den dritten Rang. Riess besuchte von 1995 bis 1996 das Sportgymnasium SSM in der Stadt Salzburg und von 1996 bis 2000 die Handelsschule in Zell am See-Schüttdorf. Anschließend verpflichtete er sich beim Heeresleistungssportzentrum und war jahrelang ein fester Bestandteil der österreichischen Nationalmannschaft. Seine beste Platzierung im Weltcup erreichte er 2002 in Sofia mit Rang drei. Das gleiche Ergebnis schaffte er 2006 in Borås.
2010 wurde ihm der 3. Dan verliehen.
2017 beendete er seine sportliche Laufbahn.

### Ranggler
In seiner Heimat ist er auch als erfolgreicher Ranggler bekannt und gewann dreimal das Hundstoaranggeln.

### Privat
Riess ist verheiratet und hat drei Kinder. Von Beruf ist Rupert Riess Exekutivbediensteter der Bundespolizei.

## Erfolge
- 1. Rang International Tournament Split 2001 – 90 kg
- mehrfacher Österreichischer Meister[8]
- 2. Rang Swedish Open Borås 2003 – 100 kg[9]
- 2. Rang World Military Championships Ostia 2001 – 90 kg
- 2. Rang World Military Team Championships Den Helder 2000 – 90 kg
- 2. Rang Swedish Open Borås 2003 – 100 kg
- 2. Rang Tournoi de France des Jeunes Marseille 1998 – 86 kg
- 3. Rang World Cup Borås 2006 – 100 kg
- 3. Rang A-Tournament Sofia 2006 – 100 kg
- 3. Rang World Military Championships Den Helder 2000 – 90 kg
- 3. Rang World Junior Championships U20 Cali 1998 – 90 kg
- 5. Rang World Cup Wien 2006 – 100 kg
- 5. Rang Junioreneuropameisterschaft 1998 – 90 kg